# Gift (album)
Gift is het debuutalbum van de hardcore-punk- en nu-metalband Taproot, uitgebracht in 2000. De CD werd opgenomen door Ulrich Wild en geproduceerd door David Benveniste van Atlantic Records.

## Tracklist
1. Smile
2. Again & Again
3. Emotional Times
4. Now
5. 1 Nite Stand
6. Believed
7. Mentobe
8. I
9. Mirror's Reflection
10. Dragged Down
11. Comeback
12. Impact
  - Bonus live, studio en interview